# François-Xavier Bustillo

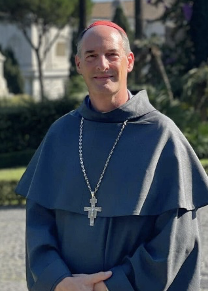
François-Xavier Kardinal Bustillo OFMConv im Ordenshabit in Rom (Dezember 2024)

Kardinalswappen von François-Xavier Bustillo

François-Xavier Kardinal Bustillo OFMConv (* 23. November 1968 in Pamplona) ist ein spanisch-französischer Ordensgeistlicher und römisch-katholischer Bischof von Ajaccio.

## Leben
François-Xavier Bustillo besuchte das Knabenseminar in Baztan und trat dann in das Noviziat der Minoriten in Padua ein. Er studierte Philosophie und Theologie am ordenseigenen Institut Sant’Antonio Dottore und legte am 20. September 1992 die ewige Profess ab. Am 10. September 1994 empfing er das Sakrament der Priesterweihe.
Im Jahr seiner Priesterweihe gründete er mit einigen Mitbrüdern einen neuen Konvent in Narbonne, dem er von 1994 bis 1998 als Guardian vorstand. In dieser Zeit studierte er zudem am Katholischen Institut von Toulouse, an dem er 1997 das Lizenziat in Theologie erwarb. Im Oktober 2006 erhielt er die französische Staatsbürgerschaft. Neben verschiedenen Aufgaben in der Pfarrseelsorge war er von 2006 bis 2018 Kustos der Franziskanerprovinz von Frankreich und Belgien. Von 2012 bis 2018 war er Bischofsvikar des Erzbistums Narbonne für die neuen geistlichen Gemeinschaften und den interreligiösen Dialog. Seit 2018 war er Guardian des Konvents Saint Maximilien Kolbe in Lourdes sowie bischöflicher Beauftragter für die Wallfahrt in Lourdes und für den Schutz Minderjähriger. Seit 2020 gehörte er zudem dem bischöflichen Rat des Bistums Tarbes und Lourdes an.
Am 11. Mai 2021 ernannte ihn Papst Franziskus zum Bischof von Ajaccio. Der Erzbischof von Marseille, Jean-Marc Aveline, spendete ihm am 13. Juni desselben Jahres die Bischofsweihe. Mitkonsekratoren waren sein Amtsvorgänger Olivier de Germay, nunmehr Erzbischof von Lyon, und der Bischof von Tarbes und Lourdes, Nicolas Brouwet.
Im Konsistorium vom 30. September 2023 nahm ihn Papst Franziskus als Kardinalpriester mit der Titelkirche Santa Maria Immacolata di Lourdes a Boccea in das Kardinalskollegium auf. Die Besitzergreifung seiner Titelkirche fand am 20. April des folgenden Jahres statt.
Am 4. Oktober 2023 berief ihn Papst Franziskus zudem zum Mitglied des Dikasteriums für den Klerus.